# Eupithecia hannemanni
Eupithecia hannemanni är en fjärilsart som beskrevs av András Vojnits och De Laever 1973. Eupithecia hannemanni ingår i släktet Eupithecia och familjen mätare. Inga underarter finns listade i Catalogue of Life.